# 676
676 (DCLXXVI) je bilo prestopno leto, ki se je po julijanskem koledarju začelo na torek.

## Dogodki
- 1. januar

## Rojstva
- Janez Damaščan, bizantinsko-sirski teolog, učenjak, pesnik, glasbenik in cerkveni oče († 749)
- Klodvik III., frankovski kralj (* ni znano)